# Edmondsonova jízdenka

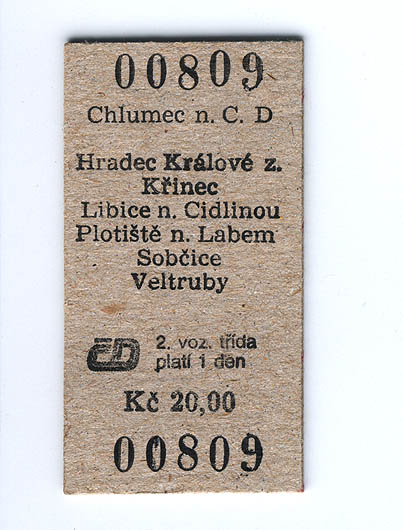
Edmondsonova jízdenka používaná u Českých drah

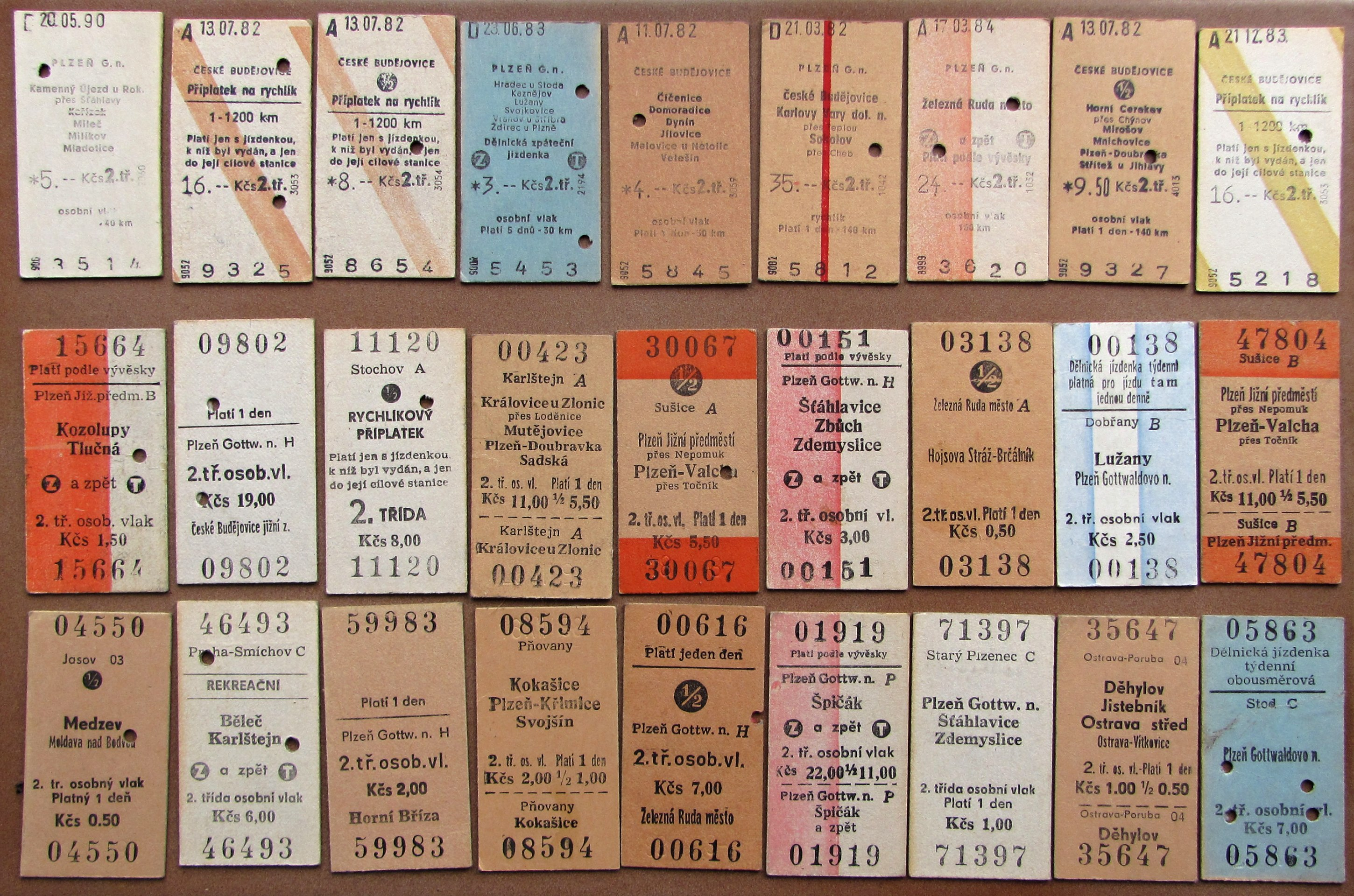
Edmondsonovy jízdenky používané u ČSD

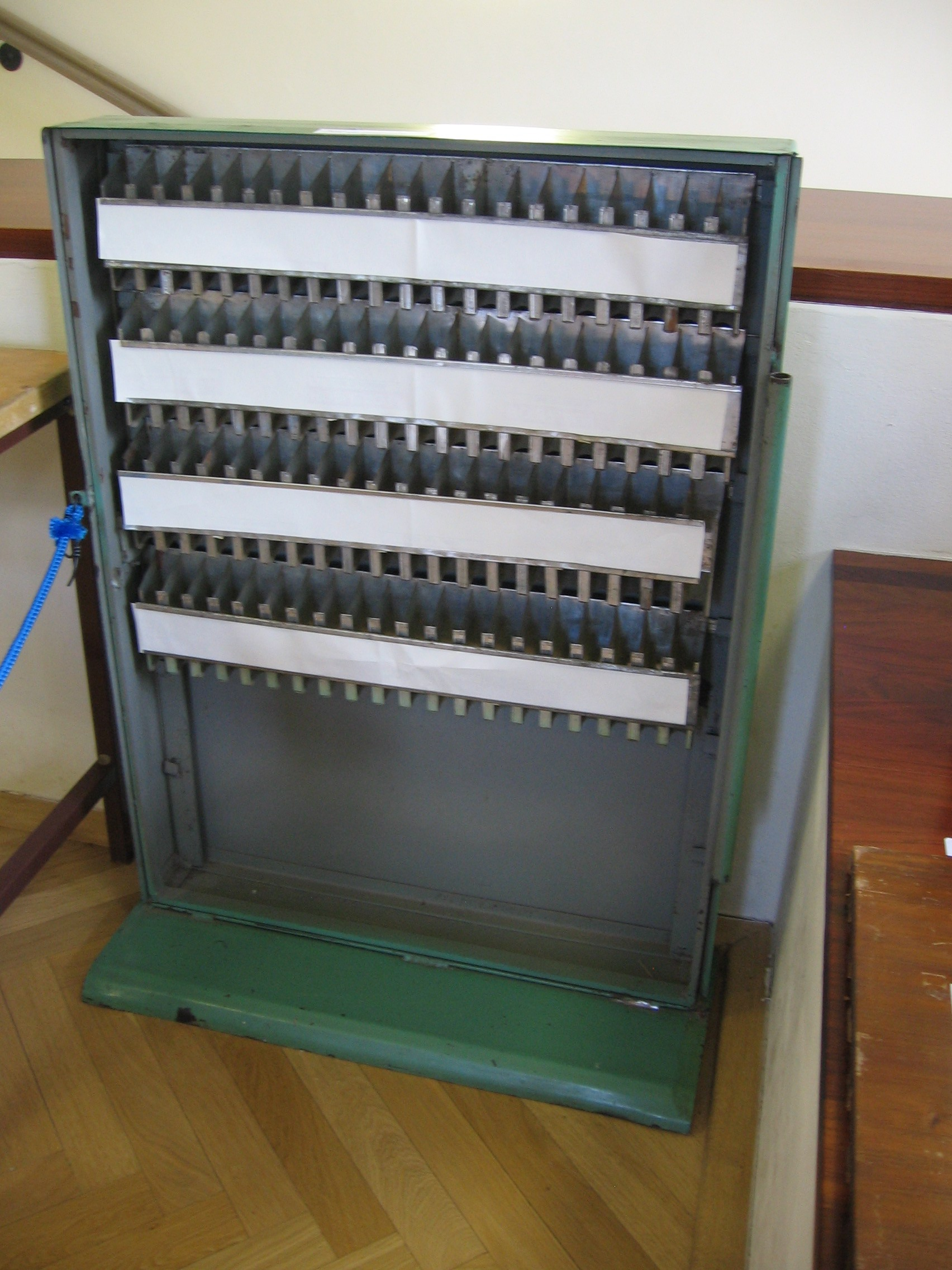
Ternion používaný u ČSD

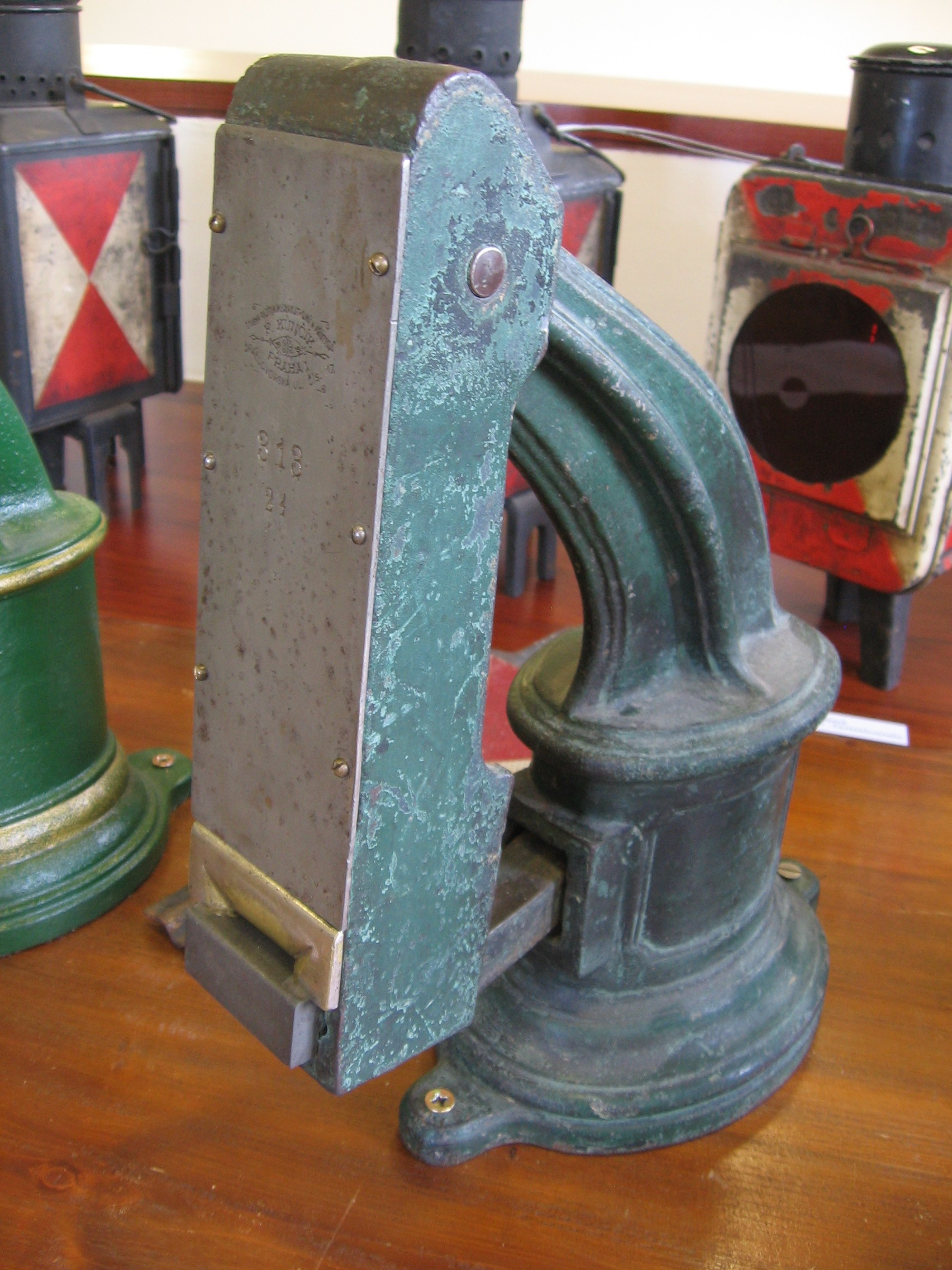
Kompostér fy. Kunčík z meziválečného období

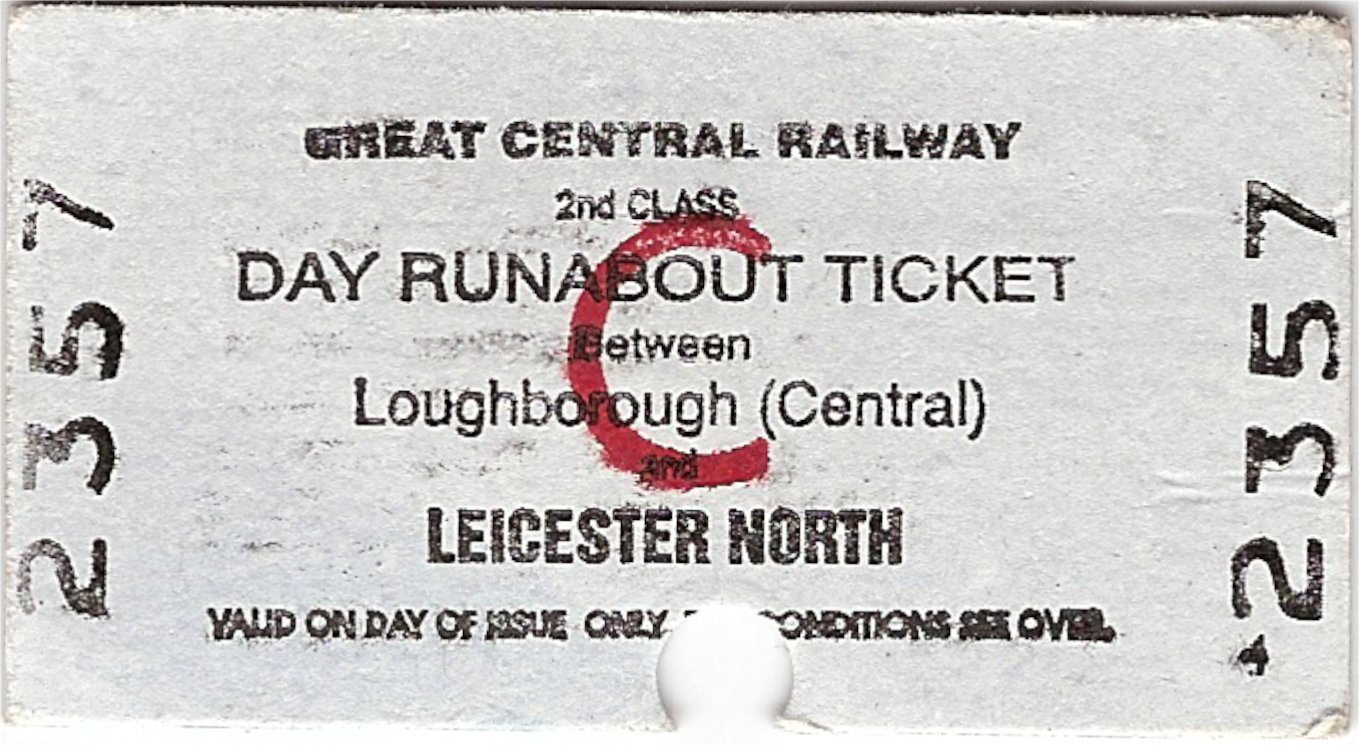
Great Central Railway, zpáteční jízdenka Loughborough–Leicester pro dospělé

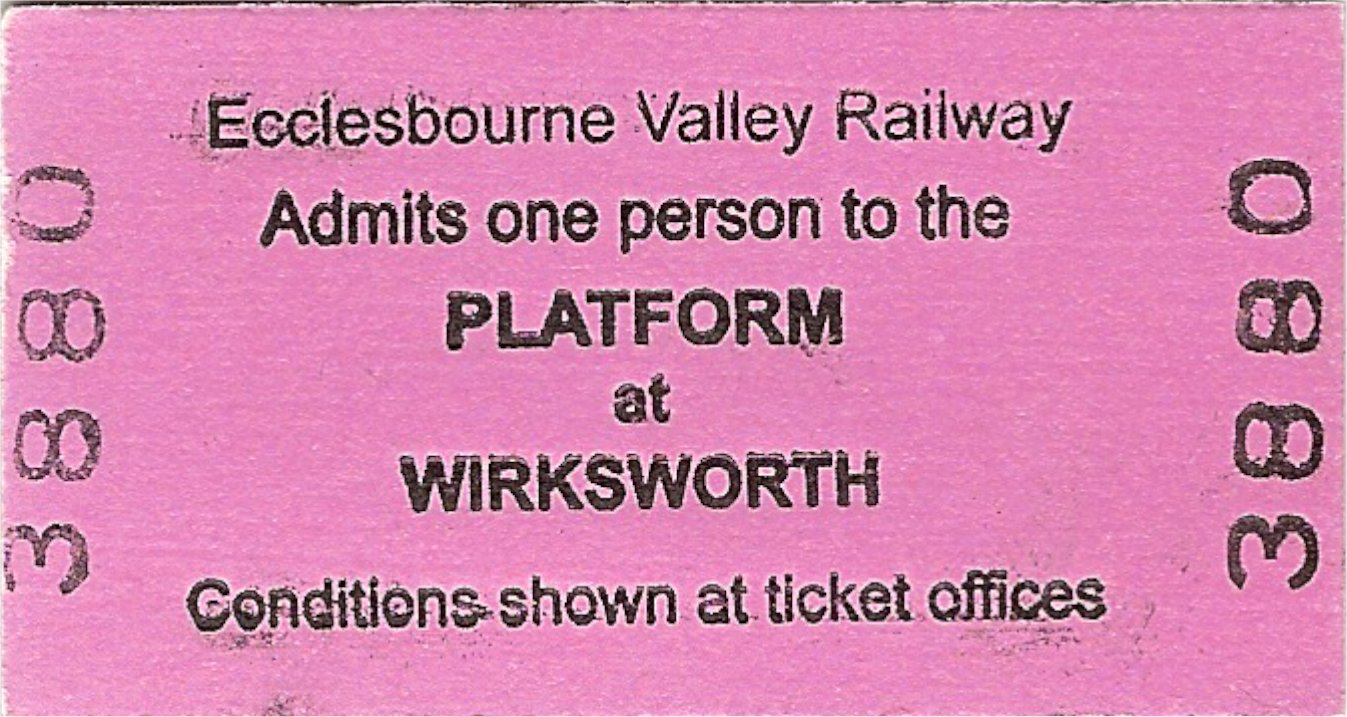
Ecclesbourna Valley Railway, vstupenka na nástupiště

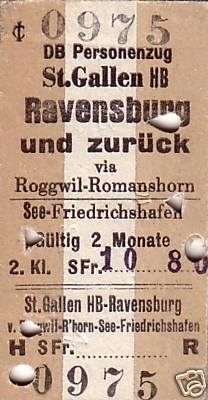
Jízdenka švýcarských drah SBB

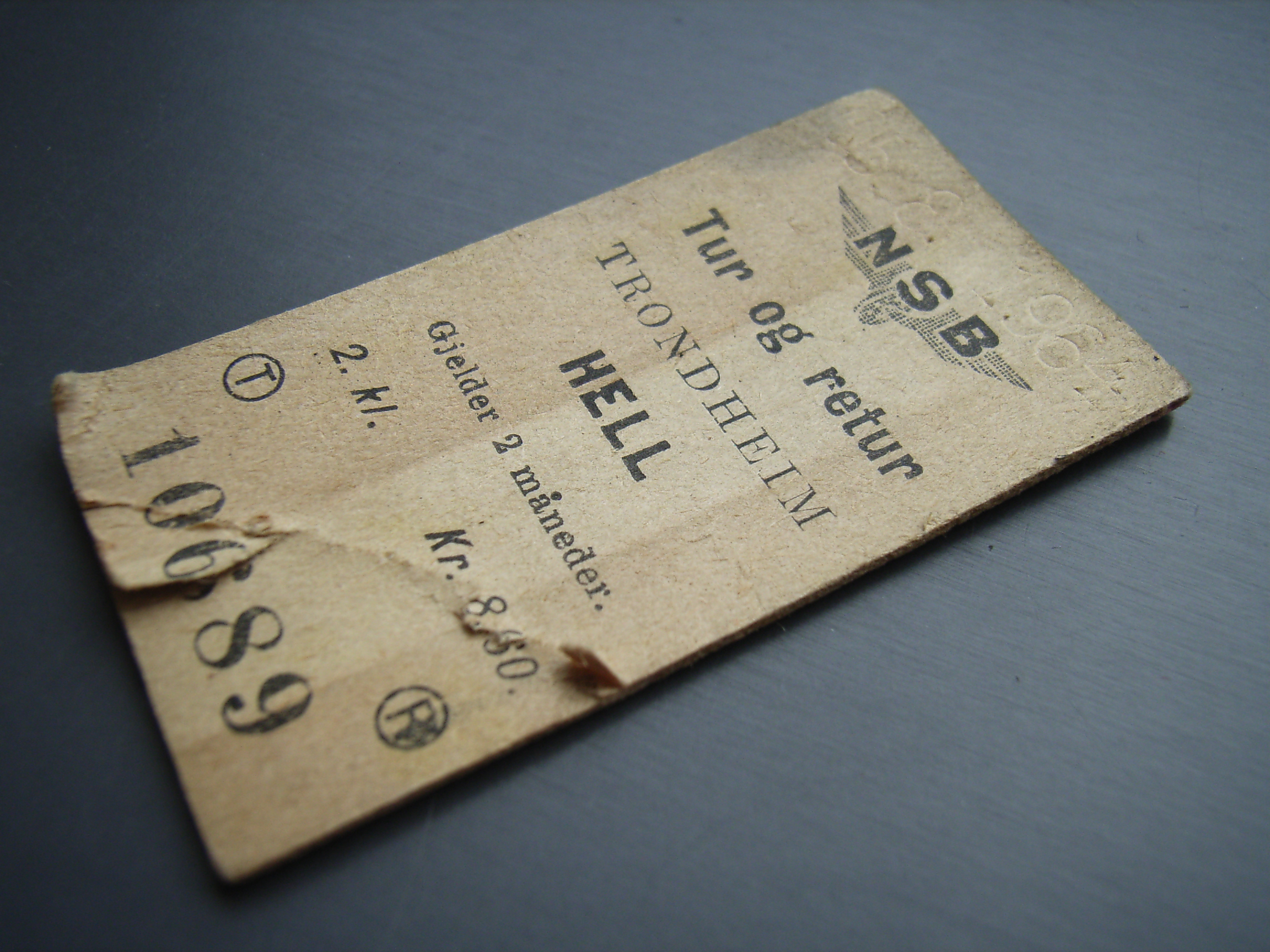
Jízdenka norských drah NSB z roku 1964

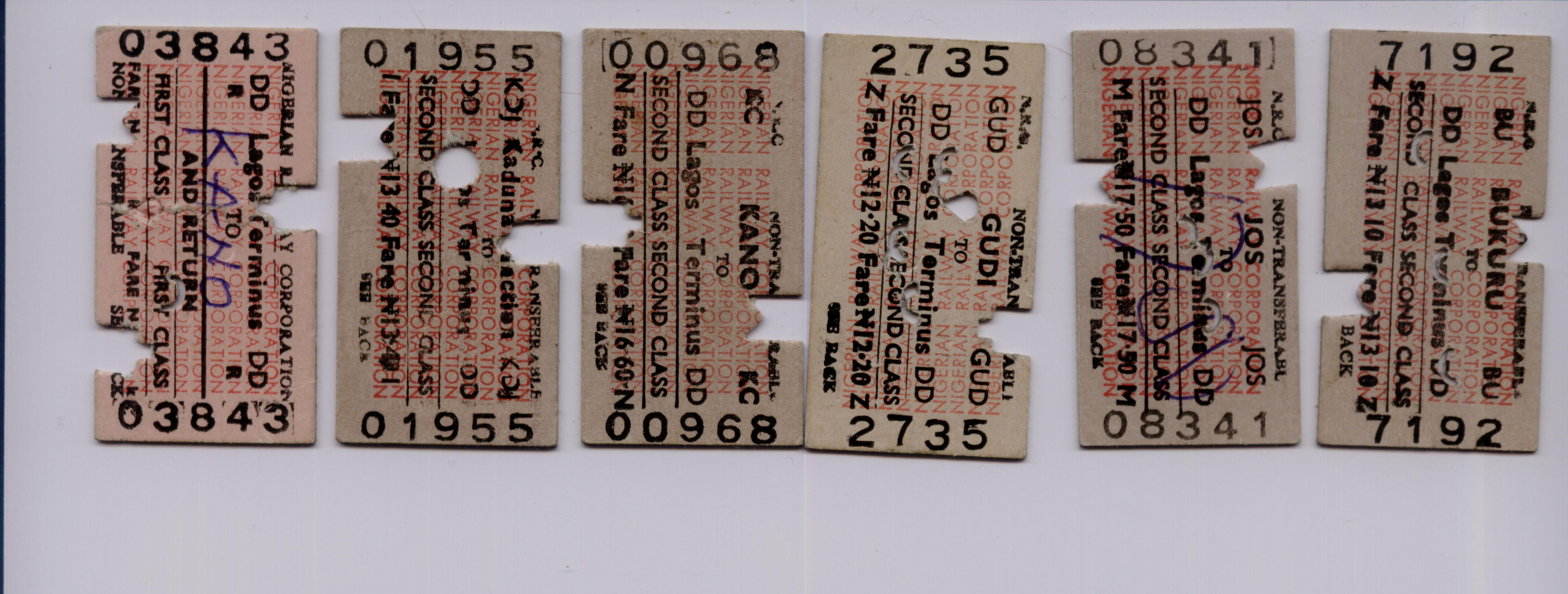
Jízdenky z Nigérie, 1988

Edmondsonova jízdenka vznikla jako základní prvek systému umožňujícího snadné prokázání zaplacení jízdného a zároveň i snadnou kontrolu tržeb. Jízdenku představuje číslovaná kartička z tvrdého kartónu o rozměrech 57,0 × 30,5 × 0,8 mm,  potištěná zpravidla jednostranně, ale někdy oboustranně. Tento systém poprvé zavedl roku 1840 na tehdy nově zprovozněné železnici Manchester–Leeds společnosti Manchester and Leeds Railway Thomas Edmondson, původně nábytkář, tou dobou však již přednosta stanice na železnici Newcastle upon Tyne–Carlisle v Anglii. Formát jízdenek se rychle rozšířil po železnicích v celé Evropě, ale i mimo ni, například v Africe a Jižní Americe. Ojediněle se podobné lístky používaly k jiným účelům.
Jízdenky se skladují v ternionu (v doslovném překladu trojici), což je zásobník v podobě rozevíratelné a uzamykatelné skříně s přihrádkami pro sloupečky jízdenek. Sloupečky jízdenek jsou v něm uloženy tak, že spodní poněkud vyčuhuje, aby ji bylo snadné uchopit a aby bylo vidět její číslo, zároveň je viditelné číslo horní jízdenky, což umožňuje snadnou kontrolu. Na hranách jízdenek byly šikmé červené pruhy, které pokladníkovi umožnily pohledem ověřit, že jízdenky ve sloupci tvoří souvislou číselnou řadu.
Při vydání se jízdenka označí v kompostéru, který vytlačí na rub jízdenky aktuální datum.
Se zaváděním výpočetní techniky i do oblasti vydávání jízdních dokladů Edmondsonovy jízdenky mizí; je možné se s nimi setkat při různých zvláštních jízdách, u muzejních společností a v podobných případech.

## Česko a Slovensko

### Provedení a údaje
Jízdenky byly číslovány, v provozu Československých státních drah a později u Českých drah pěticifernými čísly uváděnými většinou v horní i dolní části jízdenky, přičemž každá varianta jízdenky (tzv. relace) byla číslována zvlášť. Původně se používala čtyřciferná čísla, na území pozdějšího Československa byla kolem roku 1914 nahrazena na jízdenkách z centrálních výroben pěticifernými, použití čtyřciferných čísel se až do počátku 21. století dochovalo například v Rumunsku.
Jízdenky ČSD a ČD dále obsahovaly tyto údaje:
- Název vydávající železniční stanice, u větších stanic i písmeno označující pokladnu ve stanici
- Hraniční stanice pásma, tj. kam nejdále lze na jízdenku v různých směrech dojet. U ČSD a ČD byla zpravidla společná jízdenka určitého vzdálenostního pásma pro všechny směry jízdy nebo pro více směrů jízdy. Pásma bývala v menších vzdálenostech po deseti kilometrech, v největších vzdálenostech po padesáti kilometrech. U jízdenek do velkých měst (například do Prahy) se barevně rozlišovaly jízdenky platné do okrajových stanic města a jízdenky platné do centra města.
- Vozová třída (ta byla rozlišena i barvou jízdenky)
- Druh vlaku (tento údaj po zrušení příplatků na spěšné vlaky a na rychlíky na některých jízdenkách chyběl). Jízdenky na rychlík měly ještě svislý červený pruh. Barevně rozlišeny byly i samostatné kartičky rychlíkových příplatků (šikmé bílo-hnědé pruhy), příplatků na spěšný vlak (vodorovné bílo-hnědé pruhy) a vstupenek na nástupiště (růžové). Týdenní jízdenky pro denní dojíždění byly modré s předtištěným rastrem pro vyznačení jednotlivých jízd.
- Doba platnosti (den vydání jízdenky se dříve do doby platnosti nezapočítával, avšak jízda musela být nastoupena v den vyznačený na jízdence)
- Cena jízdenky.

Některé druhy jízdenek měly oddělitelnou dolní třetinu, na které byly ve stručnější podobě uvedeny základní údaje. Pokud pokladna neměla k dispozici poloviční (dětské) jízdenky pro dané pásmo, používala plnocenné jízdenky, u kterých odstřihla dolní třetinu. Ve Velké Británii a zpočátku i na českých železnicích se oddělovalo šikmým střihem, později rovným střihem.

### Tisk Edmondsonových jízdenek v českých zemích a na Slovensku
V Československu tiskly jízdenky dvě tiskárny: ve Vrútkách na Slovensku a v Čechách v Praze v objektu Krenovka v Husitské ulici. Tisk v Praze započal v roce 1898. V Praze se v době největšího rozmachu tisklo denně kolem 50 tisíc jízdenek. V době socialismu patřily obě tiskárny pod Nakladatelství dopravy a spojů (NADAS), které se po privatizaci transformovalo v NADAS AFGH s. r. o. V roce 1999 byl tisk jízdenek v Praze ukončen, protože České dráhy je plně nahradily jízdenkami tištěnými z počítačových terminálů. Oficiálně bylo používání kartonových jízdenek u Českých drah ukončeno 9. června 2001 se změnou grafikonu.
Jindřichohradecké místní dráhy a. s. (vlastněné devíti tuzemskými fyzickými osobami) v letech 1997–1998 privatizovaly dvě tratě Českých drah a nechaly si v tiskárně NADAS AFGH s. r. o. vytisknout zásobu jízdenek. Po zastavení jejich tisku odkoupily z NADASu koncem roku 1999 stroje na tisk Edmondsonových jízdenek a samy si na nich v Kamenici nad Lipou tisknou jízdenky. Od 1. ledna 2004 některé relace jízdenek vydávaných JHMD platí i ve vlacích Českých drah.
Tiskárna Jindřichohradeckých místních drah byla zprovozněna roku 2000 v přízemním domku vedle hlavní nádražní budovy v Kamenici nad Lipou. Se spuštěním tiskárny a opravami strojů pomáhali a tři nové zaměstnance během roku zaučili důchodci – bývalí celoživotní zaměstnanci tiskárny NADASu.
K odkoupenému vybavení tiskárny v Kamenici nad Lipou patří:
- Tři řezačky
- Sázecí stroj Rossija z roku 1983
- Tiskový stroj značky Goebl z roku 1898. Je provozuschopný, ale k tisku se nepoužívá a bude vystaven v expozici historie úzkokolejek v Nové Bystřici; jediný další dochovaný stroj tohoto typu má soukromý sběratel z Turnova.
- Čtyři jednoúčelové tiskové stroje vyrobené firmou Grafotechna v roce 1975. Zatím jsou zprovozněny dva. Na strojích prováděn knihtisk z olověné sazby.

Hnědý lepenkový papír, na kterém se tiskla většina jízdenek v NADASu, dodávala tiskárna ze Západního Německa. Československo ho dováželo až do roku 1987, kdy se tento import povedlo nahradit papírem československé výroby . JHMD odebírají šedou lepenku o plošné hmotnosti 650 g/m2 z českého velkoobchodu. Jiné barevné odstíny nebo pruhy se provádějí sítotiskem u externího dodavatele.
Necelá třetina z produkce tiskárny JHMD, tj. asi 100 000 kusů (ročně?) je pro vlastní potřebu této železniční společnosti. Jízdenky si však objednávají také České dráhy pro nostalgické jízdy a některé zahraniční muzeální železnice. Dále jsou na tento formát tištěny různé vstupenky, losy do tombol, vizitky, pozvánky atd. Kapacita tiskárny není využita a tiskárna nemá stálé zaměstnance, ale příležitostně do ní chodí tisknout zaměstnanci, kteří se běžně věnují jiné činnosti. Tiskárna je i regionální atrakcí a ročně je zde provázeno několik skupin se zájmem o exkurzi.

### Kartónové jízdenky tištěné ve stanicích
Na mnoha nádražích se používaly tiskací stroje (tzv. rychlotiskače), které kartónové jízdenky přímo tiskly. Na potištěném válci pokladník našel požadovaný vzor, tím se nastavila matrice a po vložení správné barevné varianty dosud nepotištěného kartónku (tzv. přířezu) stroj jízdenku vytiskl. U ČSD se postupně používalo několik typů těchto strojů, například italské stroje SASIB (v 70. letech), nejnověji na tiskacích strojích AEG z Kasselu (80. léta, k jejich obsluze byla vydána služební rukověť SR-30 Popis, obsluha a údržba strojů pro tisk jízdenek fy AEG, účinná od 1. února 1977).
Jízdenky byly číslovány čtyřcifernými čísly, přičemž číselná řada byla společná pro všechny typy jízdenek tištěné na jednom stroji.
Používaly se před nasazením počítačových terminálů zejména v největších a nejfrekventovanějších stanicích. Počítačově se pak jízdenky již tiskly na papír běžné gramáže, a to postupně v systémech JIPES, AVOS a UNIPOK.

## Velká Británie
Britské dráhy soustředily výrobu jízdenek do města Crewe. Na tiskových strojích Waterloo vyrobených před rokem 1900 se ročně vyrábělo kolem 320 miliónů Edmondsonových jízdenek. Poslední jízdenky byly vytištěny v roce 1988 a British Rail skončily jejich používání v únoru 1990. Z běžných železnic již vymizely.
Železniční společnost Severn Valley railway tiskne jízdenky pro vlastní potřebu i pro další muzejní železnice.